# Niphargus rucneri
Espèce
Niphargus rucneri est une espèce de crustacés amphipodes de la famille des Niphargidae.

## Répartition
Cette espèce vit au moins dans le sous-sol de l'ex-Yougoslavie.